# Miquel Gonser i Andreu
Miquel Gonser (Berga o Cervera, 1697 - Sarrià, 17 d'octubre de 1743) fou Mestrescola de la la Seu Vella de Lleida i catedràtic de Cànons. El 1738 va ser cancelari (canceller) de la Universitat de Cervera.
Miquel Gonser fou educat al Col·legi de Cordelles de Barcelona, fou mestrescola de la la Seu Vella de Lleida i doctor. En instaurar-se la Universitat a Cervera és nomenat catedràtic del Decret el 16 de novembre de 1714. Deixeble de Josep Finestres, Gonser defensa l'estudi del dret romà com a font de coneixement. Professor de cànons, va obtenir la càtedra de cànons. Més tard, l'11 de setembre de 1738 va ser nomenat rector. Va ser un dels principals redactors de La Lucha càrrec que va exercir fins a l'any 1743, any del seu traspàs. L'any 1741 és degà de la Facultat de Cànons. Intervingué directament a Roma en la publicació de la butlla Imperscrutabilis de Climent XII, per la que s'aproven els estatuts, l'agregació de totes les universitats de Catalunya a la de Cervera, la privativa de la impremta i se li concedeix els privilegis. És el responsable de la instal·lació de Manuel Ibarra a Cervera per fer-se càrrec de la impremta. Juntament amb Josep Finestres demana a M. Mayans un pla d'ensenyament del dret. En el seu mandat i gràcies als seus esforços, la Universitat ocupa l'edifici nou, on l'any 1739 instal·la les aules, i abandona el Convent de Sant Francesc de Cervera. En conflictes constants amb el corregidor, l'any 1742 emet un informe al protector de la Universitat exposant els abusos d'autoritat del corregidor davant els estudiants i professors perquè intercedeixi davant l'autoritat. L'any 1744, Manuel Ibarra publica a la impremta cerverina l'oració fúnebre escrita per Gonser dedicada a Francesc de Queralt i de Xetmar. Va morir a Sarrià el 17 d'octubre de 1743. A la seva mort, Miquel Gonser deixà una biblioteca important per la quantitat i qualitat dels seus fons, com per exemple els fons italians que adquirí durant la seva etapa a Roma. El seu germà, Josep Gonser, prevere, va organitzar en 1747 a Cervera la venda de la biblioteca, per a la qual cosa va publicar un catàleg imprès amb tots les referències d'autors, títols, anys, formats, matèries i llengües.

## Publicacions
- Gonser i Andreu, Miquel. Oratio habita in funere Adm. Illustr. D.D.D. Francisci de Queralt et de Reart ex illustri familia comitum de Sancta Columba de Queralt ... / a Michaele Gonser et Andreu ... parentabat Senatus Academicus die 22 Septembr. 1725. Cevariae [Cervera] : ex Typographiâ Pontificiae ac Regiae Universitatis, per Emmanuelem Ibarra, 1744. Disponible a: CCPBC Catàleg Col·lectiu del Patrimoni Bibliogràfic de Catalunya, Biblioteca de Catalunya